# Bäckmyrtjärnen (Alanäs socken, Jämtland, 713872-147965)
Bäckmyrtjärnen är en sjö i Strömsunds kommun i Jämtland och ingår i Ångermanälvens huvudavrinningsområde.